# Речной (Алтайский край)
Речно́й — посёлок в Смоленском районе Алтайского края. Входит в состав Кировского сельсовета.

## География
Посёлок находится на левом берегу реки Песчаная, на расстоянии 5 км к западу от села Смоленское, административного центра района.

## Население
| 1997 | 1998 | 1999 | 2000 | 2001 | 2002 |
| ---- | ---- | ---- | ---- | ---- | ---- |
| 167  | ↘160 | ↗162 | ↘159 | ↘156 | ↗164 |
| 2003 | 2004 | 2005 | 2006 | 2007 | 2008 |
| ↘152 | ↘142 | ↘140 | ↗141 | ↗148 | ↗152 |
| 2009 | 2010 | 2011 | 2012 | 2013 |      |
| ↗154 | ↘131 | ↘130 | ↘123 | ↘120 |      |

### Национальный состав
Согласно результатам переписи 2002 года, в национальной структуре населения русские составляли 76 %.